# Taxeotis gonosemela
Taxeotis gonosemela är en fjärilsart som beskrevs av Oswald Beltram Lower 1893. Taxeotis gonosemela ingår i släktet Taxeotis och familjen mätare. Inga underarter finns listade i Catalogue of Life.